# Diaba Lompo
Diaba Lompo ist der Gründer von Gulmu, einem historischen Reich, das zum größten Teil im heutigen Osten Burkina Fasos liegt. Der Legende zufolge kam er weiß gekleidet und in Begleitung seiner Frau vom Himmel auf einen Hügel im Süden Gulmus geritten (ein Sandsteinfelsen nahe Tambarga oder der Hügel Koudiaboangou zwischen Pama und Porga) und installierte sich dort. Die Bewohner der Gegend nahmen ihn als König an. Sein zweiter Sohn Tidarpo wurde sein Nachfolger.